# Nevinac
Nevinac falu Horvátországban Belovár-Bilogora megyében. 
Közigazgatásilag Nova Račához tartozik.

## Fekvése
Belovár központjától légvonalban 10, közúton 13 km-re délkeletre, községközpontjától 5 km-re északnyugatra, a Bilo-hegység déli lejtői alatti enyhén dombos síkságon, a Severinska-patak partján fekszik.

## Története
A falu a 17. századtól népesült be, amikor a török által elpusztított, kihalt területre folyamatosan telepítették be a keresztény lakosságot. 1774-ben az első katonai felmérés térképén „Dorf Nevinecz” néven szerepel. A település katonai közigazgatás idején a szentgyörgyvári ezredhez tartozott. Lipszky János 1808-ban Budán kiadott repertóriumában „Nevinecz” néven szerepel.  
Nagy Lajos 1829-ben kiadott művében „Nevinecz” néven 44 házzal, 258 katolikus vallású lakossal találjuk.
A katonai közigazgatás megszüntetése után Magyar Királyságon belül Horvát–Szlavónország részeként, Belovár-Kőrös vármegye Belovári járásának része volt. 1857-ben 267, 1910-ben 350 lakosa volt. Az 1910-es népszámlálás szerint a falu lakosságának 98%-a horvát anyanyelvű volt. 1918-ban az új szerb-horvát-szlovén állam, majd később Jugoszlávia része lett. 1941 és 1945 között a németbarát Független Horvát Államhoz, majd a háború után a szocialista Jugoszláviához tartozott. 1991-től a független Horvátország része. 1991-ben lakosságának 97%-a horvát nemzetiségű volt. 2011-ben a településnek 203 lakosa volt. 

## Lakossága
| Lakosság változása | Lakosság változása | Lakosság változása | Lakosság változása | Lakosság változása | Lakosság változása | Lakosság változása | Lakosság változása | Lakosság változása | Lakosság változása | Lakosság változása | Lakosság változása | Lakosság változása | Lakosság változása | Lakosság változása | Lakosság változása |
| ------------------ | ------------------ | ------------------ | ------------------ | ------------------ | ------------------ | ------------------ | ------------------ | ------------------ | ------------------ | ------------------ | ------------------ | ------------------ | ------------------ | ------------------ | ------------------ |
| 1857               | 1869               | 1880               | 1890               | 1900               | 1910               | 1921               | 1931               | 1948               | 1953               | 1961               | 1971               | 1981               | 1991               | 2001               | 2011               |
| 267                | 300                | 315                | 327                | 346                | 350                | 326                | 348                | 288                | 311                | 310                | 275                | 237                | 220                | 239                | 203                |

## Nevezetességei
Alexandriai Szent Katalin tiszteletére szentelt római katolikus temploma a 19. század végén épült a korábbi, 18. századi templom helyén neogótikus és neoromán stílusban. A régi templomból csak a harangtorony alsó részei maradtak fenn. A templom keletelt, latinkereszt alaprajzú, egyhajós épület szűkebb, sokszögzáródású szentéllyel, melyet kívülről támpillérek támasztanak. A harangtorony a nyugati homlokzat előtt áll. A templombelső csehsüveg boltozatos, a kórust márványoszlopok tartják. Berendezése az építés idejéből származik.